# Tetraodon fluviatilis
Tetraodon fluviatilis е вид лъчеперка от семейство Tetraodontidae. Видът не е застрашен от изчезване.

## Разпространение и местообитание
Разпространен е в Бангладеш, Виетнам, Индия, Камбоджа, Малайзия, Мианмар и Шри Ланка.
Обитава сладководни и полусолени басейни и реки. Среща се на дълбочина от 0,5 до 1 m.